# ایتالیا در المپیک تابستانی ۱۹۲۸

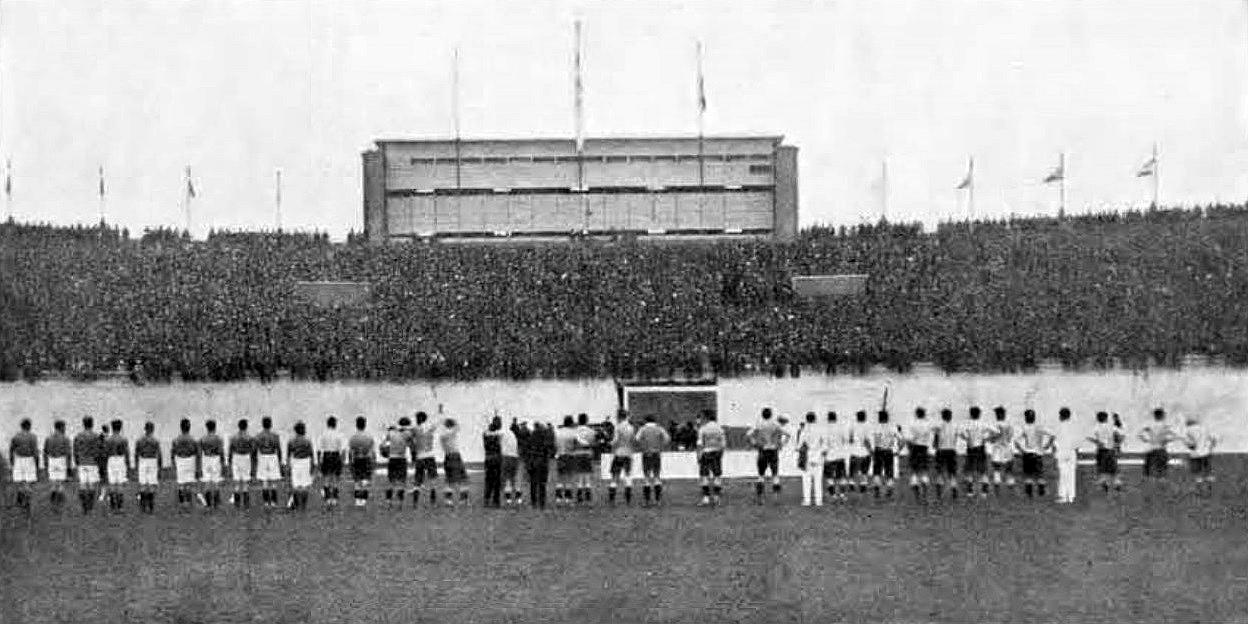
مراسم رسمی فوتبال در بازی های المپیک 1928 (L. به R. ایتالیایی ها، اروگوئه ای ها و آرژانتینی ها).

ایتالیا در بازی‌های المپیک تابستانی ۱۹۲۸ که در شهر آمستردام هلند برگزار شد، کاروان ایتالیا با ۱۷۴ ورزشکار در این رقابت‌ها شرکت کرد و موفق به کسب ۱۹ مدال (۷ طلا، ۵ نقره، ۷ برنز) شد. در جدول رتبه‌بندی توزیع مدال‌ها، ایتالیا در ردهٔ ۵ مسابقات قرار گرفت.